# I guardiani di Ga'Hoole
I guardiani di Ga'Hoole è una serie di romanzi fantasy scritta da Kathryn Lasky e pubblicata da Scholastic. La serie, terminata nel 2008 con la pubblicazione di The War of the Ember, è composta in totale da quindici capitoli, esclusi i romanzi non facenti parte della saga principale ma ispirati all'universo di Ga'Hoole.
Ispirato all'universo ga'hooliano è stato realizzato un film, Il regno di Ga'Hoole - La leggenda dei guardiani, la cui trama è basata sui primi tre libri della serie.

## Trama

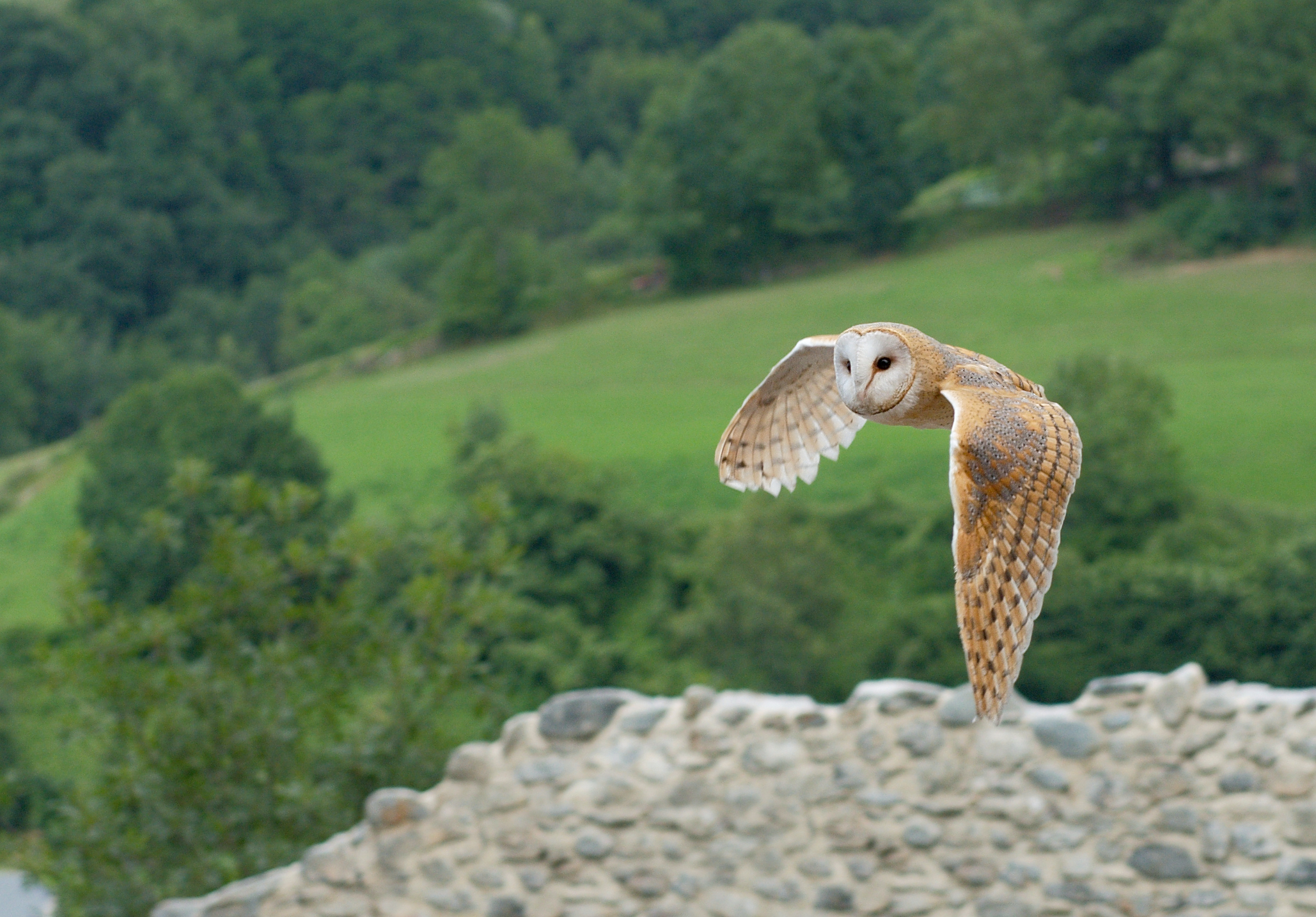
Un Tyto alba (specie di cui fa parte Soren) vola sui Pirenei francesi.

La saga si focalizza soprattutto su Soren, un giovane Tyto alba, ma più tardi il protagonista diventa Nyroc, il nipote di Soren.
Nel primo libro Soren, che vive in un nido di una terra chiamata Tyto con i suoi parenti, viene spinto dal nido dal suo fratello maggiore (e anche maggiore antagonista della serie) Kludd.
Quando piange cercando aiuto, Soren è catturato da una delle pattuglie dell'Accademia per Gufi Orfani di Sant'Aegolius, anche chiamata Sant'Aggie, un'accademia i cui gufi sono malvagi. Soren e gli altri gufi catturati sono schiavizzati e hanno dei compiti come smistare uova per ragioni a loro ignote. I gufi di Sant'Aggie subiscono l'"abbaglio lunare", un lavaggio del cervello causato dalla troppo lunga esposizione alla luce lunare, e i loro nomi vengono sostituiti con dei numeri.
Nell'Accademia Soren fa amicizia con un gufo (una femmina di elfo) il cui nome è Gylfie; insieme a Gylfie Soren pianifica di scappare dall'Accademia. I due incontrano anche un altro gufo, Ortensia, che sembra quella su cui l'abbaglio lunare ha avuto più effetto; in realtà scoprono che lei, come i due protagonisti, ha scoperto un modo per non subire l'abbaglio lunare.
Il giorno della fuga Ortensia viene uccisa e i due fuggono; durante il volo incontrano due gufi, Twilight e Digger, e insieme a loro Soren e Gylfie cercheranno di volare fino al Grande Albero di Ga'Hoole. La "banda", come viene chiamata, arriva all'albero e diventano anche loro dei Guardiani di Ga'Hoole.

## Opere

### I guardiani di Ga'Hoole
1. I guardiani di Ga'Hoole - La cattura  (The Capture, 2003)
2. I guardiani di Ga'Hoole - Il grande viaggio (The Journey, 2003)
3. I guardiani di Ga'Hoole - Duello mortale (The Rescue, 2004)
4. I guardiani di Ga'Hoole - L'assedio (The Siege, 2004)
5. I guardiani di Ga'Hoole - La spia (The Shattering, 2004)
6. I guardiani di Ga'Hoole - L'incendio (The Burning, 2004)
7. Guardians of Ga'Hoole: The Hatchling (2005)
8. Guardians of Ga'Hoole: The Outcast (2005)
9. Guardians of Ga'Hoole: The First Collier (2006)
10. Guardians of Ga'Hoole: The Coming of Hoole (2006)
11. Guardians of Ga'Hoole: To Be a King (2006)
12. Guardians of Ga'Hoole: The Golden Tree (2007)
13. Guardians of Ga'Hoole: The River of Wind (2007)
14. Guardians of Ga'Hoole: Exile (2008)
15. Guardians of Ga'Hoole: The War of the Ember (2008)
16. Guardians of Ga'Hoole: The Rise of a Legend (2013)

### La Trilogia delle Leggende di Ga'Hoole
1. The First Collier (2006)
2. The Coming of Hoole (2006)
3. To Be a King (2006)

## Personaggi
I personaggi si suddividono in alcuni nuclei principali:
- La Banda: include i protagonisti, ossia Soren, Gylfie, Twilight e Digger.
- I Capi e i Personaggi dell'Albero di Gahoole, con i vari ryb, ossia gli insegnanti dell'albero, e gli "alunni"
- I Puri: i principali antagonisti della saga; questa fazione è guidata Kludd, fratello di Soren, e dalla sua compagna Nyra, antagonisti indiscussi della serie.

Sono presenti anche altri personaggi secondari, che appaiono più raramente nello svolgimento della saga.

## Ambientazione
La saga si svolge principalmente nei Regni del Sud, dove sono presenti molti regni: Soren per esempio vive in quello di Tyto. Altri luoghi sono Ambala, Kuneer, Hoolemere.

## Trasposizione cinematografica
Il regno di Ga'Hoole - La leggenda dei guardiani è un film che si basa sui primi tre libri della saga. Il film è diretto da Zack Snyder e hanno dato le voci ai gufi molti famosi attori britannici e australiani, come Jim Sturgess, Geoffrey Rush, Emilie de Ravin, Hugo Weaving, Sam Neill e Helen Mirren.